# Famille de Maillardoz
La famille de Maillardoz est une famille noble originaire de Rue dans le canton de Fribourg.

## Histoire
La famille de Maillardoz est originaire de Rue dans le canton de Fribourg. 
Le premier membre cité de la famille est Ulrich en 1230.
En 1607, elle est reçue dans la bourgeoisie de Fribourg.
François Pierre Nicolas et Jean Pierre Philippe Ignace ont été avoyers de Fribourg. Le premier occupe ce poste de 1794 à 1796. Son père, François Nicolas a été membre du Petit Conseil. Le second est en poste de 1810 à 1813.
Nicolas de Maillardoz est bailli de Surpierre en 1631. Henri de Mailliardoz occupe le même poste en 1718.

## Possessions
Cette famille a possédé la maison Maillardoz, ainsi que des biens à Rue, Arlens, Blessens, Chapelle (Glâne), Ecublens, La Joux, Montet (Glâne), Morlens, Promasens et Ursy.

## Personnalités
La famille compte plusieurs membres du Petit Conseil (dès 1691), du Conseil d'Etat, des Soixante (dès 1654) et du Grand Conseil (dès 1650), ainsi que des baillis, deux bourgmestres et des secrétaires du Conseil, ainsi que des religieux, dont :
- Perronette Maillardoz (vivante en 1487), cistercienne, abbesse de Bellevaux, près de Lausanne, jusqu'en 1503[6].
- Charles de Maillardoz (1675-1735), prêtre jésuite, dit l'apôtre de Suisse et de Souabe[7].
- Marie-Joseph († 1707), abbesse de La Fille-Dieu[1].
- Antoine Constantin († 1754), abbé d'Hauterive[1].
- Jean-Frédéric-Roch de Maillardoz (1727-1792), marquis (1763), membre du Grancd Conseil (1753), des Soixante (1762) et du Conseil de guerre (1784), général suisse au service du roi de France[8].
  - Antoine-Constantin de Maillardoz (1765-1832), fils du précédent, marquis, membre du Grand Conseil (1795-1798, 1812-1831), officier au service de la France, fait chevalier (1814), puis commandeur (1825) de l'ordre de Saint-Louis[9].
  - Philippe de Maillardoz (1783-1853), frère du précédent, marquis, bourgeois de Fribourg, militaire suisse[10].
- François Pierre Nicolas de Maillardoz (1737-1796), membre du Conseil des Deux-Cents de Fribourg (1757-1796), bailli d'Estavayer (1769-1774), membre du Petit Conseil (1782-1796), avoyer de Fribourg (1794-1796)[11].

## Armoiries
Les armoiries des Maillardoz se blasonnent ainsi : une bande chargée de deux maillets. (Armorial du canton de Fribourg, 1935)
On retrouve ces armes sur une clef de voute dans une maison de Rue et datant de la fin du XVe siècle. On les retrouve sur des sceaux, des sculptures, sur ou dans des maisons (Rue, Grandvaux)
Les émaux : D'argent à la bande d'azur chargée de deux maillets d'or sont connus à cette même période.
Une grosse de Rue, datée de 1482, a été réalisée en faveur de Jean Antoine Maillardoz. Elle porte comme cimier un évêque issant tenant de ses deux mains un maillet d'or posé en bande, coiffé d'une mitre d'azur retroussé d'hermine, habillé des couleurs et partitions de l'écu, ayant sur les épaules un velum aux mêmes armes, doublé de couleur olivâtre.
L'auteur de l'Armorial du canton de Fribourg ajoute cependant que les membres de la famille porte un sauvage issant tenant tantôt deux maillets, tantôt un maillet.